# 新哈伊
46°27′41″N 33°31′10″E / 46.46139°N 33.51944°E
新哈伊（烏克蘭語：Новий Гай）是位於烏克蘭南部的村莊，由赫爾松州卡霍夫卡區的恰普林卡市鎮負責管轄。該村面積10平方公里，海拔高度31米，2001年人口136，人口密度每平方公里13.6人。